# Elacatis umbrosus
Elacatis umbrosus is een keversoort uit de familie platsnuitkevers (Salpingidae). De wetenschappelijke naam van de soort werd in 1861 gepubliceerd door John Lawrence LeConte.